# Spending
|  | Denne artikel er oprettet af botten Steenthbot ud fra en ekstern database. Den kan derfor have sproglige fejl eller mangler. Denne skabelon kan fjernes efter kontrol af indholdet. |

Spending er en dansk eksperimentalfilm fra 1971 instrueret af Stig Brøgger.

## Handling
En gennemstruktureret film opdelt i 8 "kapitler", markeret med tal og tintede billeder af et filmkamera ude i naturen, dvs. der refereres til selve filmmediet. Filmen er hængt op mellem natur og kultur, her byen. Filmen er domineret af det markerede struktureringsprincip. Til forskel fra så mange andre 8 mm film med slørede billeder og rå æstetik bruger billedkunstneren Brøgger en perfektionistisk, homogen og kalkuleret æstetik.